# Jules Ferrette
Jules Raymond Ferrette, Mar Julius (ur. 22 kwietnia 1828 w Épinal, zm. 10 października 1904 w Genewie) - duchowny pochodzenia francuskiego, biskup Iony i zwierzchnik Ancient British Church.